# RDS-3
RDS-3 foi a terceira bomba atômica desenvolvida pela União Soviética em 1951, após o famoso RDS-1 e RDS-2. Ele foi chamado de Marya nos círculos militares. A bomba tinha um design composto com um núcleo de plutônio núcleo dentro de uma casca urânio, proporcionando um poder explosivo de 41,2 kilotons.

## Teste
RDS-3 foi testada em 18 de outubro de 1951, sendo lançada pelo ar. Ele foi o primeiro teste de um dispositivo nuclear lançado por um bombardeiro pelos soviéticos, conhecido como Joe-3 no Ocidente. Ele foi detonada a uma altitude de 400 metros.